# Stachyanthus occidentalis
Stachyanthus occidentalis är en tvåhjärtbladig växtart som först beskrevs av Keay & Miege, och fick sitt nu gällande namn av Raymond Boutique. Stachyanthus occidentalis ingår i släktet Stachyanthus och familjen Icacinaceae. Inga underarter finns listade i Catalogue of Life.